# أحمد أفندي القايمقجي
وهو الخطاط البغدادي الشيخ أحمد القايمقجي، ولد في بغداد وحفظ القرآن في صغره ثم طلب العلم والفقه على علماء عصره، وكان أستاذه الشيخ مفتي بغداد محمود الآلوسي يجلهُ ويحترمه، ولقد أهداه المفتي كتابهُ (كشف الطرة عن الغرة) وكتب على ظهرهِ بخطه البديع: (قد وهبتها للأعز ذي الأخلاق المستجادة أحمد أفندي الحافظ القايمقجي زاده)، ورقمها في المكتبة القادرية 487.
وعائلة القيماقجي من العوائل البغدادية المعروفة اشتهروا بالتجارة، ومنهم الأديب محمد سعيد جلبي القايمقجي، ويوسف جلبي القايمقجي، وكان مجلسهم في بغداد عامراً يُعقد فيهِ الندوات ويتردد عليهِ العُلماء والأدباء والشعراء.
وكان أحمد القايمقجي يجيد الخط بضروبه (أنواعهِ)، ومنه الخط الديواني ومن آثارهِ الخطية بعض تعليقاتهِ على مخطوطاتِ المكتبة القادرية، ومنها شرح مقامات الحريري للمسعودي.